# فريدى مفينج
فريدى مفينج (بالفرنسية: Freddy Mveng)‏ (29 مايو 1992 في الكاميرون - ) هو لاعب كرة قدم كاميروني في مركز الوسط. لعب مع نادي سيون ونادي فولن ونادي لوزان ونادي نوشاتل زاماكس ونادي يانغ بويز.

## روابط خارجية
- فريدى مفينج على موقع قاعدة بيانات كرة القدم.إي يو (الإنجليزية)
- فريدى مفينج على موقع Soccerway.com (الإنجليزية)